# Letectvo Korejské republiky
Letectvo Korejské republiky (korejsky 대한민국 공군) je leteckou složkou ozbrojených sil Korejské republiky. Vzniklo v roce 1949, a do bojů se poprvé zapojilo při obraně proti přepadení země Korejskou lidově demokratickou republikou v roce 1950. Zajištění obrany pro případ dalšího podobného útoku zůstává i nadále jeho hlavním úkolem.
Vlastními podpůrnými leteckými složkami disponují i námořní a pozemní síly Korejské republiky, která se počtem provozovaných vojenských letadel v současnosti řadí na celosvětově šesté místo.

## Přehled letecké techniky

Vlajka Letectva Korejské republiky.

Tabulka obsahuje přehled letecké techniky jihokorejského letectva podle Flightglobal.com.
| Název                                 | Fotografie     | Původ              | Určení                                            | Verze            | Ve službě      | Poznámky |                |
| Bojové letouny                        | Bojové letouny | Bojové letouny     | Bojové letouny                                    | Bojové letouny   | Bojové letouny | Bojové letouny | Bojové letouny |
| ------------------------------------- | -------------- | ------------------ | ------------------------------------------------- | ---------------- | -------------- | --- | -------------- |
| Boeing F-15E Strike Eagle             |                | USA                | stíhací bombardér                                 | F-15K Slam Eagle | 59             | |                |
| General Dynamics F-16 Fighting Falcon |                | USA                | víceúčelový bojový letoundvoumístný bojový letoun | F-16CF-16D       | 11851          | 134 kusů KF-16C/D postupně prochází modernizací avioniky a výzbroje, zahrnující instalaci radaru Northrop-Grumman AN/APG-83. |                |
| McDonnell F-4 Phantom II              |                | USA                | stíhací bombardér                                 | F-4E             | 71             | |                |
| KAI T-50 Golden Eagle                 |                | Jižní Korea        | lehký bojový letoun                               | F/A-50           | 20             | |                |
| Northrop F-5                          |                | USA                | stíhací letoundvoumístný letoun                   | F-5EF-5F         | 15836          | |                |
| Lockheed Martin F-35 Lightning II     |                | USA                | víceúčelový bojový letoun                         | F-35A            | 0              | Objednáno 40 kusů. |                |
| Speciální letouny                     |                |                    |                                                   |                  |                | |                |
| Airbus A330 MRTT                      |                | Evropská unie      | letoun pro transport a tankování paliva za letu   |                  | 0              | Objednány 4 kusy. |                |
| Boeing 737                            |                | USA                | AWACS                                             | Boeing 737 AEW&C | 4              | |                |
| Dassault Falcon 2000                  |                | Francie            | elektronický boj                                  |                  | 1              | |                |
| Hawker 800                            |                | Spojené království | průzkumný letoun                                  | RC-800           | 8              | |                |
| Dopravní a transportní letouny        |                |                    |                                                   |                  |                | |                |
| CASA CN-235                           |                | Evropská unie      | lehký transportní letoun                          |                  | 18             | |                |
| Lockheed C-130 Hercules               |                | USA                | taktický transportní letoun                       | C-130H           | 12             | |                |
| Lockheed Martin C-130J Super Hercules |                | USA                | taktický transportní letoun                       | C-130J           | 4              | |                |
| Vrtulníky                             |                |                    |                                                   |                  |                | |                |
| Bell 412                              |                | USA                | transportní vrtulník                              |                  | 3              | |                |
| Boeing CH-47 Chinook                  |                | USA                | těžký transportní vrtulník                        | CH-47D           | 5              | |                |
| Eurocopter AS332 Super Puma           |                | Francie            | víceúčelový a transportní vrtulník                |                  | 3              | |                |
| Kamov Ka-27                           |                | Rusko              | pátrání a záchrana                                | Kamov Ka-32      | 7              | |                |
| MD Helicopters MD 500                 |                | USA                | lehký užitkový vrtulník                           |                  | 25             | |                |
| Sikorsky UH-60 Black Hawk             |                | USA                | transportní vrtulník                              | S-70/UH-60P      | 28             | |                |
| Cvičná letadla                        |                |                    |                                                   |                  |                | |                |
| KAI KT-1 Woongbi                      |                | Jižní Korea        | cvičný letoun pro základní výcvik                 |                  | 106            | |                |
| KAI KT-100                            |                | Jižní Korea        | letoun pro základní výcvik                        |                  | 0              | Objednáno 23 kusů. |                |
| KAI T-50 Golden Eagle                 |                | Jižní Korea        | proudový cvičný letoun                            | T-50/B           | 80             | |                |

## Fotogalerie

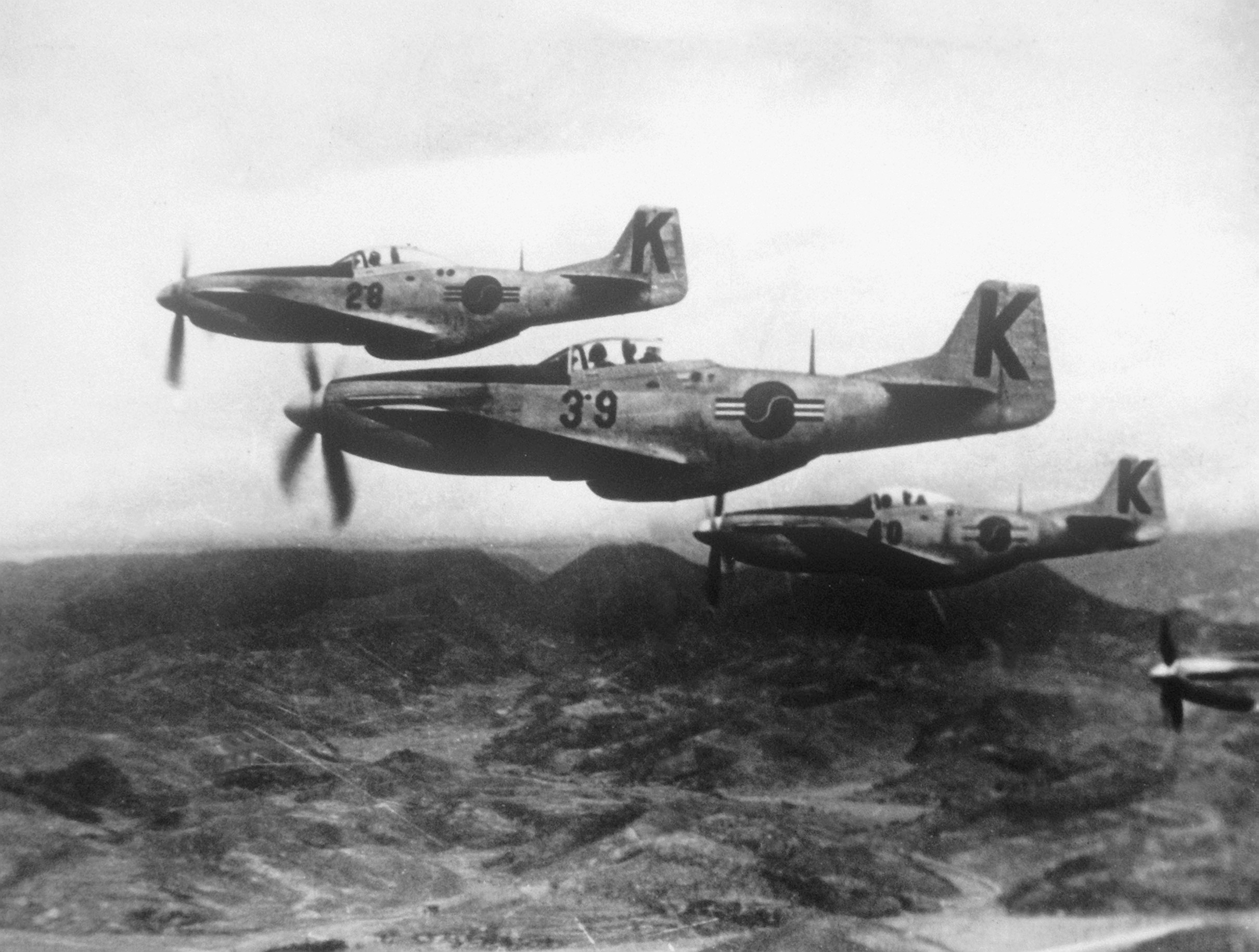
Stíhačky F-51 Mustang z doby korejské války.
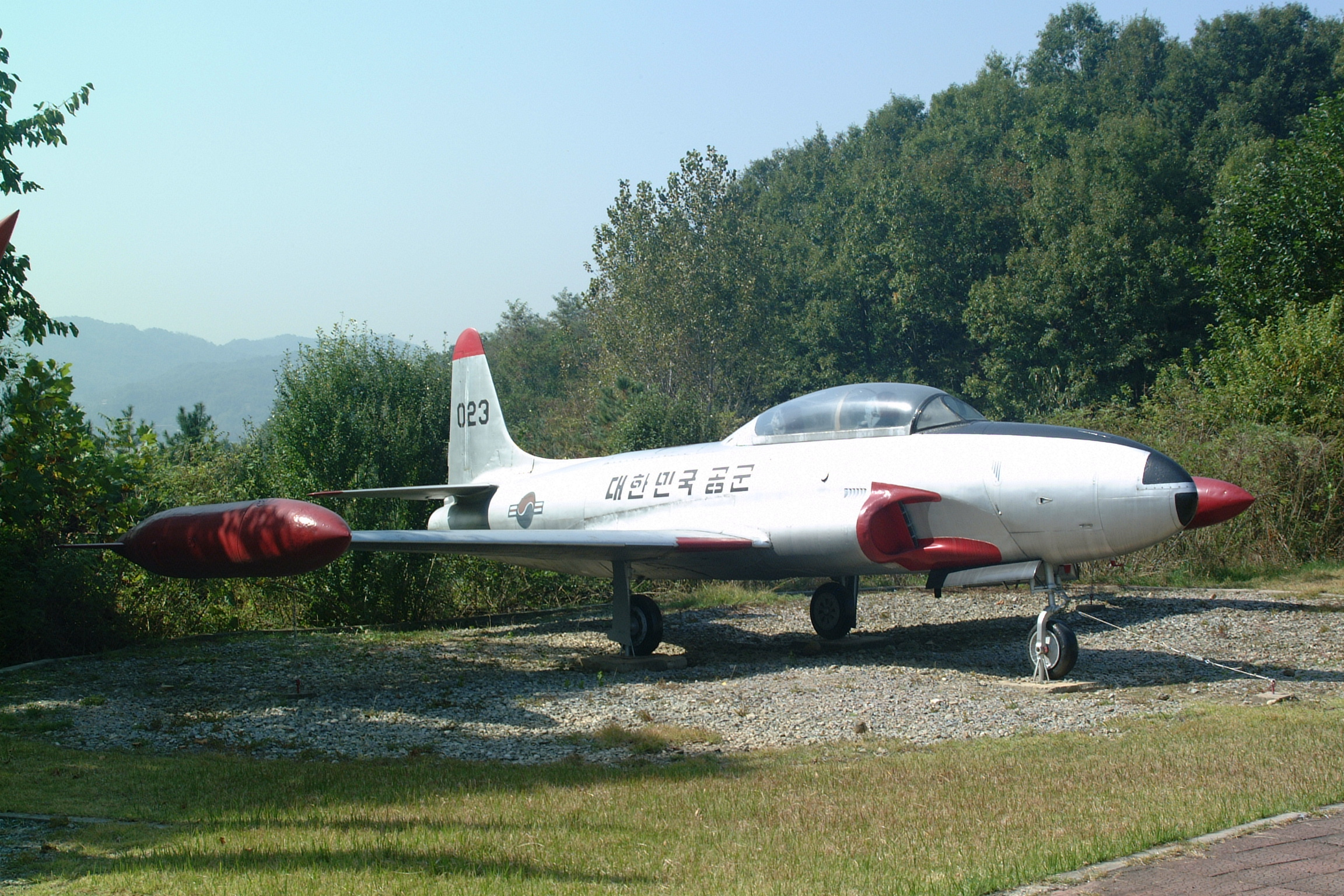
Korejský Lockheed T-33 Shooting Star
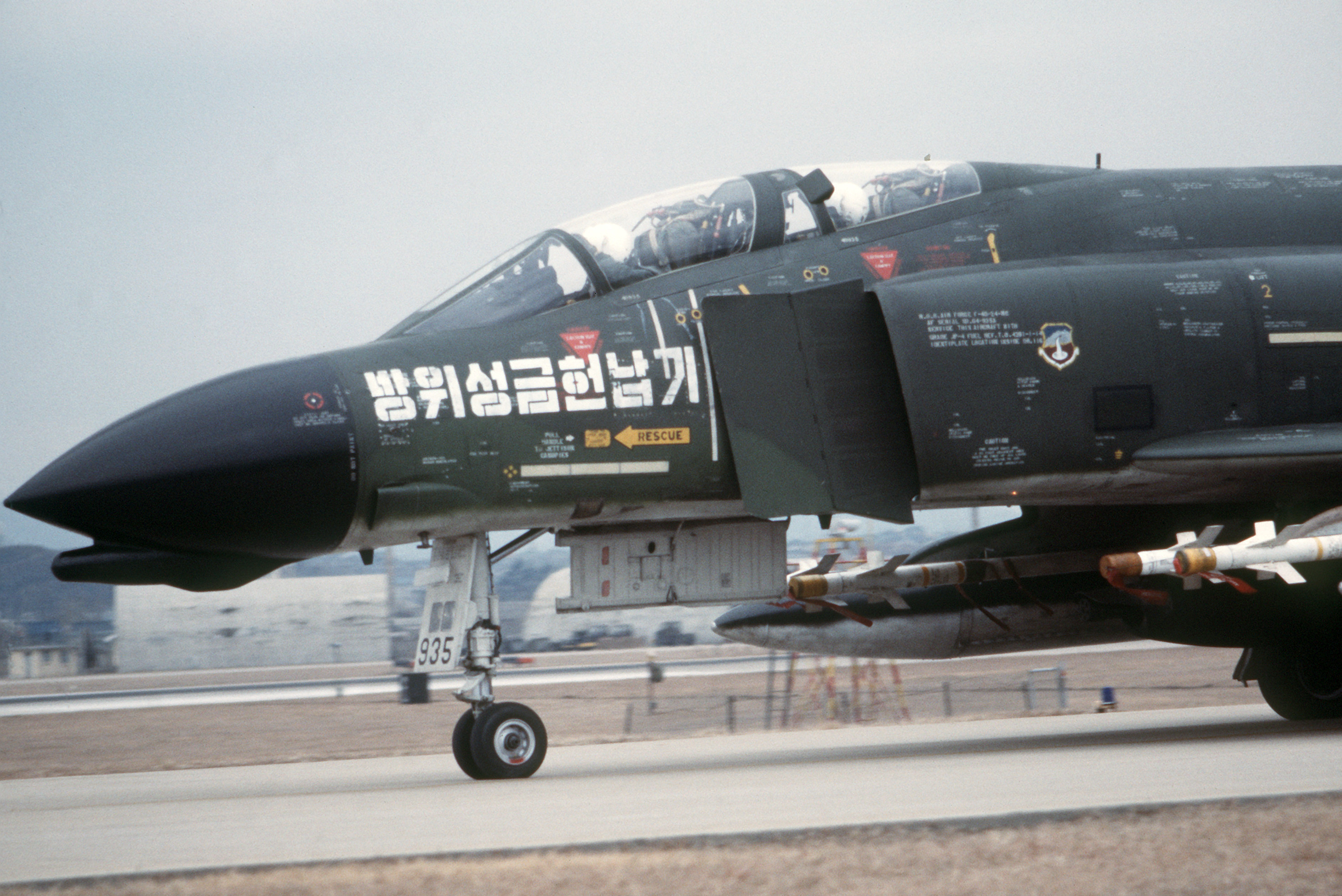
F-4D Phantom II, 1979
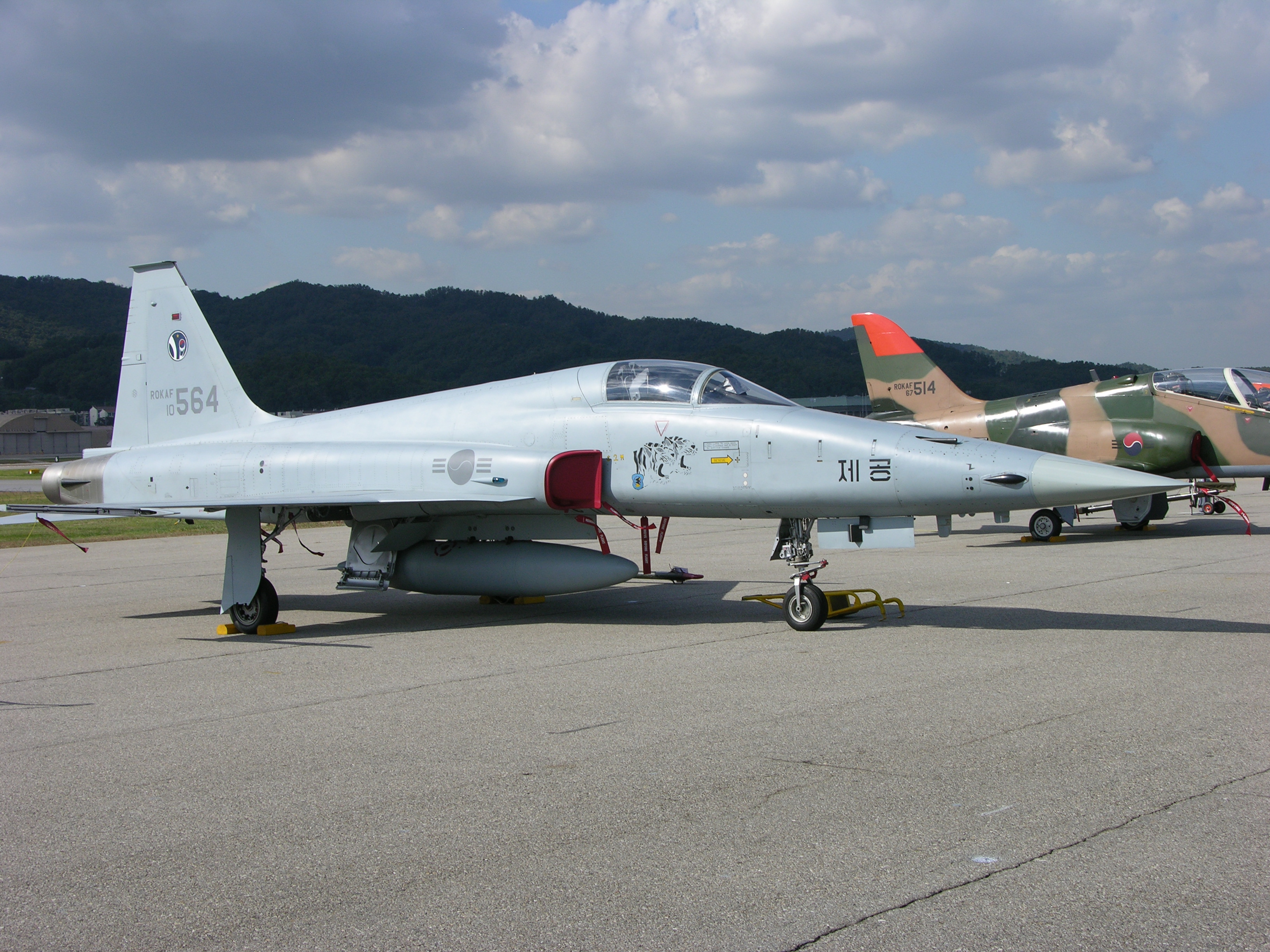
Northrop F-5E Tiger II, 2005
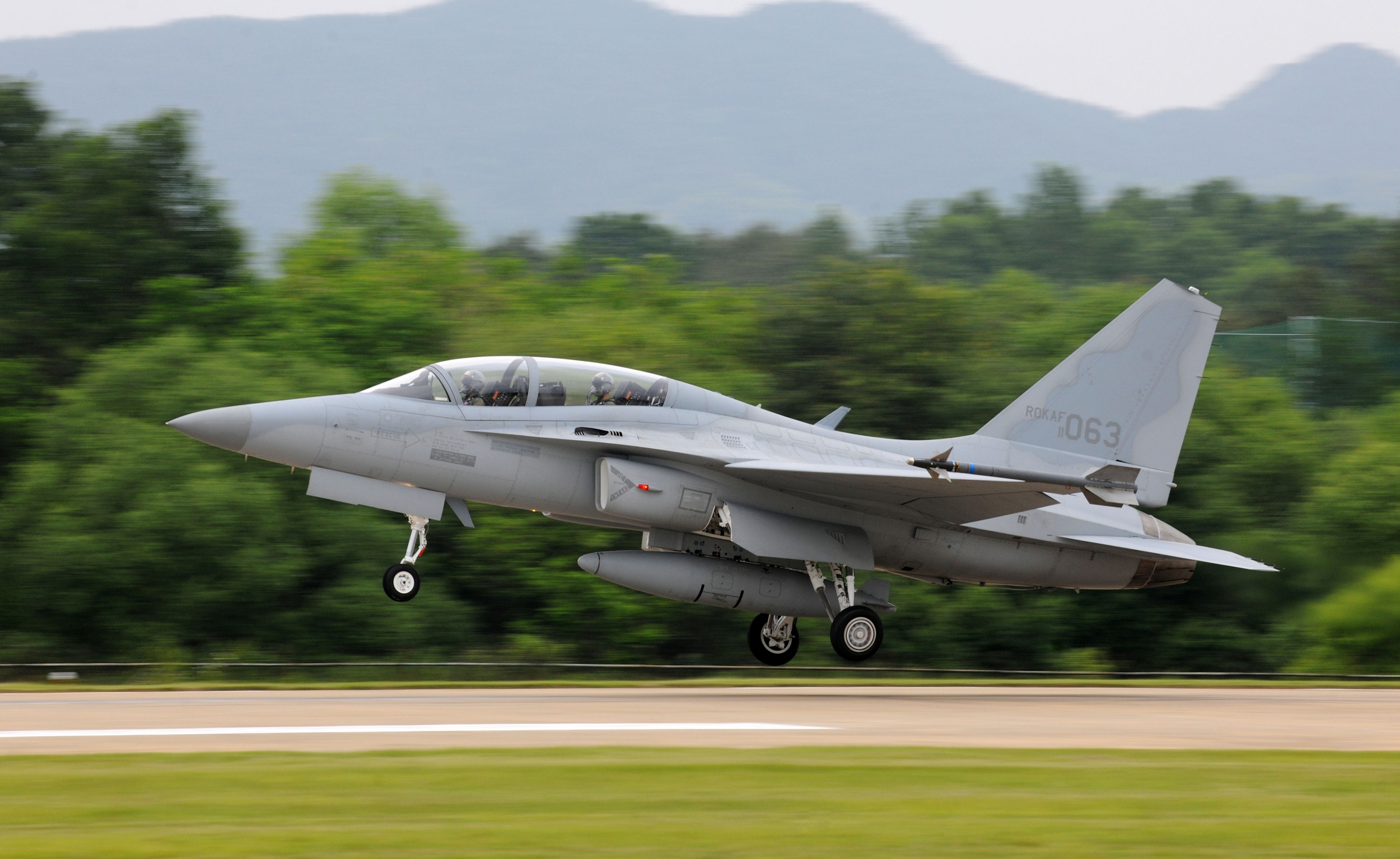
Lehký bojový KAI FA-50 Fighting Eagle
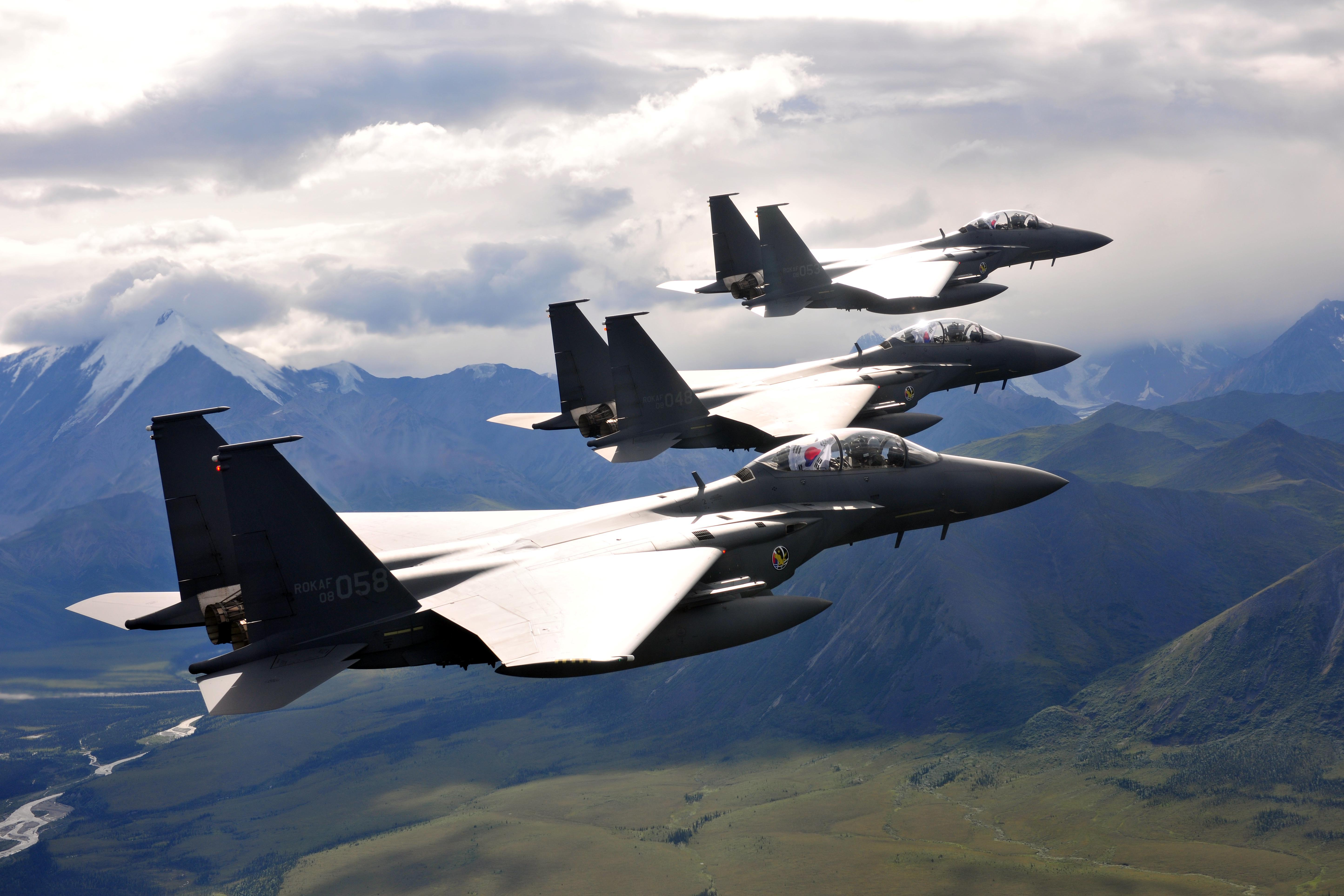
Korejské F-15K během cvičení Red Flag, 2013
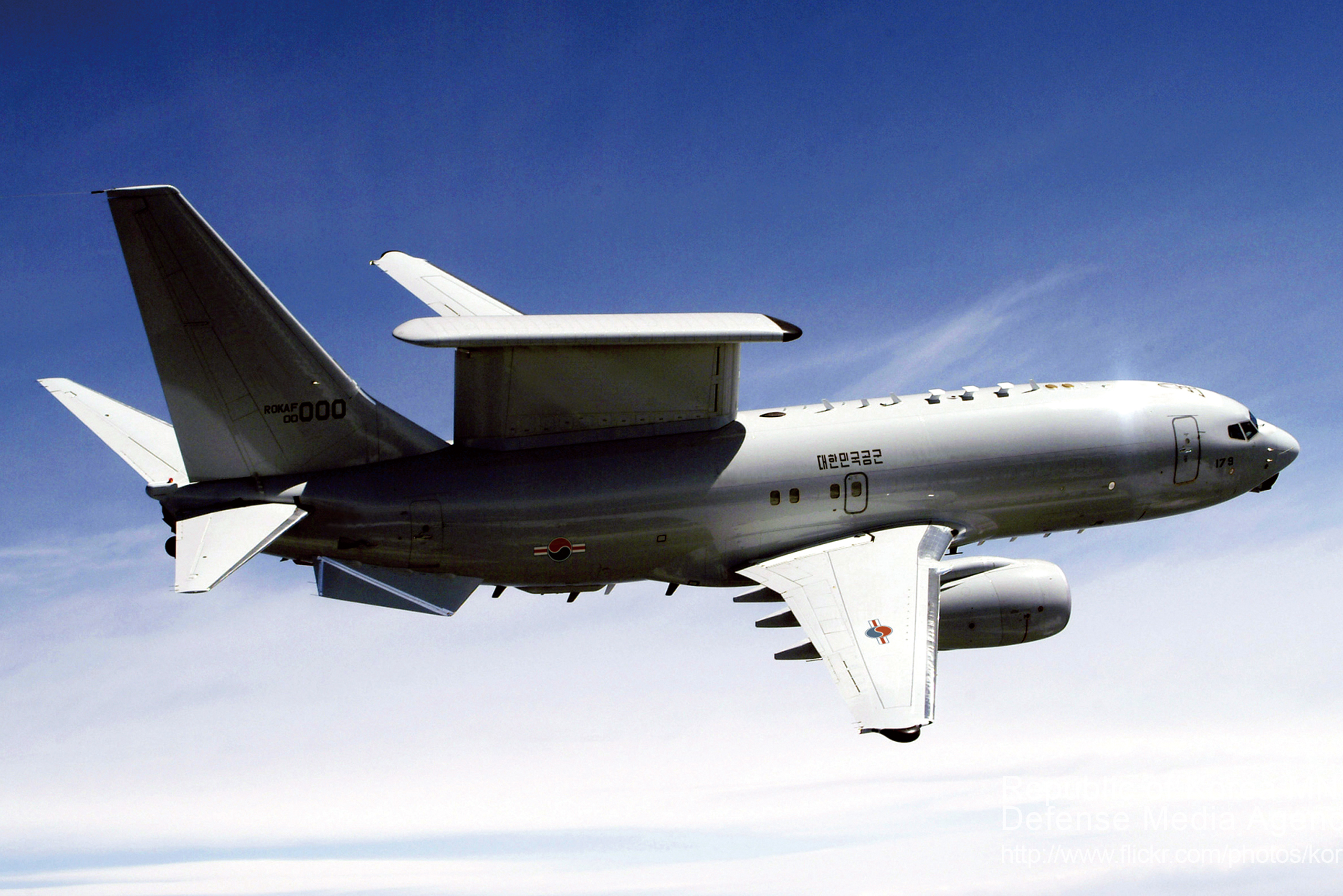
Letoun AWACS typu Boeing 737